# William Jay Smith (Politiker)

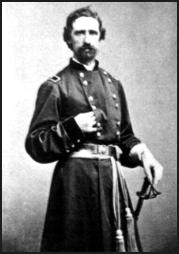
William Jay Smith

William Jay Smith (* 24. September 1823 in Birmingham, Großbritannien; † 29. November 1913 in Memphis, Tennessee) war ein US-amerikanischer Politiker. Zwischen 1869 und 1871 vertrat er den Bundesstaat Tennessee im US-Repräsentantenhaus.

## Werdegang
Noch in seiner Jugend kam William Smith in die Vereinigten Staaten, wo er sich im Orange County im Staat New York niederließ. Dort besuchte er die öffentlichen Schulen; danach absolvierte er eine Lehre im Druckerhandwerk. Im Jahr 1846 zog er nach Tennessee. Während des Mexikanisch-Amerikanischen Krieges diente er in einem Regiment aus Tennessee. Nach dem Krieg zog er in das Hardeman County, wo er sich mit dem Gartenbau befasste. Während des Bürgerkrieges diente Smith zwischen 1861 und 1865 im Heer der Union. Im Jahr 1865 gehörte er einer Kommission zur Überarbeitung der Staatsverfassung von Tennessee an. Politisch wurde er Mitglied der Republikanischen Partei. In den Jahren 1865 bis 1867 saß Smith als Abgeordneter im Repräsentantenhaus von Tennessee. Von 1867 bis 1869 sowie nochmals zwischen 1885 und 1887 gehörte er dem Staatssenat an.
Bei den Kongresswahlen des Jahres 1868 wurde Smith im achten Wahlbezirk von Tennessee in das US-Repräsentantenhaus in Washington, D.C. gewählt, wo er am 4. März 1869 die Nachfolge von David Alexander Nunn antrat. Da er im Jahr 1870 nicht bestätigt wurde, konnte er bis zum 3. März 1871 nur eine Legislaturperiode im Kongress absolvieren. In dieser Zeit wurde dort der 15. Verfassungszusatz verabschiedet. Von 1871 bis 1883 leitete William Smith die Hafenverwaltung von Memphis. Später war er auch im Immobiliengeschäft und im Bankgewerbe tätig. Im Jahr 1876 war er Delegierter zur Republican National Convention in Cincinnati, auf der Rutherford B. Hayes als Präsidentschaftskandidat nominiert wurde. Er starb am 29. November 1913 im Alter von 90 Jahren in Memphis.